# Bắt cóc trẻ em trong chiến tranh Nga – Ukraina
Trong suốt cuộc xâm lược của Nga vào Ukraine năm 2022, Nga đã chuyển hàng nghìn trẻ em Ukraine đến các khu vực mà Nga kiểm soát, cấp cho chúng quốc tịch Nga và ép buộc nhận làm con nuôi, đồng thời gây trở ngại cho việc đoàn tụ với cha mẹ hoặc quê hương của chúng.
Liên Hiệp Quốc đã công nhận rằng việc di dân buộc đối với trẻ em Ukraina trong cuộc xâm lược của Nga năm 2022 là một tội chiến tranh. Tòa án Hình sự Quốc tế đã phát lệnh bắt giữ Tổng thống Nga Vladimir Putin (người đã công khai ủng hộ việc gia tăng việc nhận nuôi trẻ em, bao gồm cả việc ban hành lệnh sắp xếp thủ tục cho quá trình này), và Ủy ban quyền trẻ em Nga Maria Lvova-Belova bị truy tố vì trách nhiệm của họ trong việc di dân bất hợp pháp trẻ em Ukraina. Một số chuyên gia cho rằng, theo luật quốc tế, bao gồm Công ước về phòng ngừa và trừng phạt tội ác diệt chủng năm 1948, các hành vi này bao gồm việc di dân trái phép trẻ em và lạm dụng quyền lực để cưỡng đoạt trẻ em Ukraina, gây rối loạn cho quá trình đoàn tụ với cha mẹ và quê hương của chúng.
Những trẻ em Ukraina đã bị nhà nước Nga bắt cóc từ cha mẹ của chúng sau khi cha mẹ đã bị các nhân viên đang nắm quyền kiểm soát bởi Nga bắt giữ từ các cơ sở của nước Ukraina ở vùng bị chiếm đóng và các trại hè cho trẻ em trên lãnh thổ Nga. Chúng bị tách ra khỏi cha mẹ trong khu vực đang diễn ra chiến tranh, hoặc sau khi cha mẹ của chúng bị giết trong cuộc xâm lược. Những trẻ em bị bắt có thể bị lừa dối và thuyết phục rằng cha mẹ của chúng đã bỏ rơi chúng, trong khi thực tế cha mẹ của chúng đã bị bắt hoặc giết trong cuộc xâm lược. Các trẻ em bị bắt có thể bị sử dụng cho mục đích tuyên truyền. Một số trẻ em đã bị ngược đãi trong thời gian được giao phó cho các cơ quan Nga. Trẻ em bị bắt có thể bị ép buộc học giáo dục yêu nước Nga, và các quan chức Nga đã cho thấy rõ ràng rằng mục tiêu của họ là thay thế bất kỳ tình cảm nào với quê hương bằng tình yêu đối với Nga. Việc nuôi dạy trẻ em chiến tranh trong một quốc gia và văn hóa nước ngoài có thể xem như là một hành động diệt chủng nếu nhằm mục đích xóa bỏ danh tính dân tộc của chúng.
Ước tính số trẻ em Ukraina bị trục xuất sang Nga dao động từ 13.000 đến 307.000, nhưng không có bất kỳ chỉ số nào cho biết thời điểm chúng có thể trở về các thành phố nhà của mình. Văn phòng Công tố viên tổng Ukraina cũng cho biết gần 800 trẻ em đã chết hoặc mất tích trong quá trình trục xuất..